# نيلسون فارغاس (دراج)
نيلسون فارغاس (بالإسبانية: Nélson Vargas)‏ هو دراج كولومبي، ولد في 27 سبتمبر 1973.

## وصلات خارجية
- نيلسون فارغاس على موقع أرشيف الدراجات (الإنجليزية)